# Inga Lill Strömberg
Inga Lill Kristina Strömberg född 23 december 1950 i Kristinehamn, är en svensk målare och lärare. 
Strömberg studerade bild på gymnasiet i Kristinehamn, bild och drama på lärarutbildningen i Karlstad, och för Evert Lundberg på Hacklehemsskolan samt akvarell och oljemålningskurser för Bertil Wivhammar. Hon har medverkat i samlingsutställningarna Vattensalongen på Galleri Fyrtornet i Karlstad 2004,Sommarsalongen på Galleri Vågen i Kristinehamn, Galleri Almar i Karlstad, Karlstads Stadsbibliotek, Sommarsalong på Konstmuseet Kvadraten i Kristinehamn, Galleri Konst i Karlstad, Galleri Hagman i Stockholm, Gröna Galleriet i Karlstad och Höstsalongen på  Värmlands museum. Hon blev inbjuden att delta i den  6:e,7:e 8:e 9-e och 10-e Biennalen för Internationell Samtida Konst i Florens 2007, 2009, 2011, 2013 och 2015.
Hon blev Folkuniversitetets stipendiat 2010.
Hennes konst består av abstrakta målningar och naturmålningar i olja och akvarell. 